# Famille d'Abû Bakr As Siddîq
 (septembre 2013).
Si vous disposez d'ouvrages ou d'articles de référence ou si vous connaissez des sites web de qualité traitant du thème abordé ici, merci de compléter l'article en donnant les références utiles à sa vérifiabilité et en les liant à la section « Notes et références ».
Abû Bakr As Siddîq est un compagnon du prophète de l'islam Mahomet, le premier homme adulte à se convertir à l'islam, le premier calife à succéder au prophète Mahomet et le premier des quatre califes rachidoune.

## Famille
Abû Bakr As Siddîq est issu du clan de Quraych via la famille Taym. 
Voici les membres de sa famille sur les deux générations qui le précèdent et lui succèdent :
- Grand-père : 'Âmir Ibn 'Amr Ibn Ka'b Ibn Sa'd Ibn Taym
  - Père: 'Uthmân Ibn 'Âmir Abî Quhâfah
  - Mère: Umm Ul Khayr Salmah 
    - Frère: Mu'taq
    - Frère: Utayq (présumé le plus jeune)
    - Frère: Quhâfah Ibn 'Uthmân
    - Sœur: Fadrah
    - Sœur: Qarîbah
    - Sœur: Ummu 'Âmir
    - Lui-même: 'Atîq (ou 'Abdu Llâh) (présumé l'aîné de la fratrie)
      - Épouse: Qutaylah Bint 'Abd Il 'Uzzah (qu'il a divorcé) 
        - Fille: Asmâ° Bint Abî Bakr 
          - Petit-fils: 'Abdu Llâh Ibn Az Zubayr (premier né des Muhâjirîn)
          - Petit-fils: 'Abdu Llâh Ibn 'Abd Ir Rahmân Ibn Abî Bakr
          - Petit-fils: Muhammad Ibn 'Abd Ir Rahmân Ibn Abî Bakr
          - Petit-fils: 'Urwah Ibn Az Zubayr
          - Petite-fille: Hafsah Bint 'Abd Ir Rahmân Ibn Abî Bakr

        - Fils: 'Abdu Llâh Ibn Abî Bakr

      - Épouse: Umm Rûmmân Bint 'Âmir Al Kinâniyyah
        - Fils issu d'un précédent mariage: Tufayl Ibn 'Abdi Llâh, le fils de 'Abdu Llâh Ibn Al Hârith
        - Fils: 'Abd Ur Rahmân Ibn Abî Bakr
        - Fille: 'Âïshah
          - Gendre: le prophète de l'islam Mahomet

      - Épouse: Asmâ° Bint Umays al-Khath'amiyyah (d'abord épouse de Ja'far Ibn Abî Tâlib, puis après le décès de Abu Bakr, épouse de 'Alî Ibn Abî Tâlib)
        - Fils: Muhammad Ibn Abî Bakr 
          - Petit-fils: Al Qâsim Ibn Muhammad Ibn Abî Bakr

      - Épouse: Habîbah Bint Khârijah Al Khazrajiyyah
        - Fille: Umm Kulthum Bint Abî Bakr.

## Descendants ultérieurs
- 'Abbâd Ibn 'Abdi Llâh Ibn Az Zubayr (arrière-petit-fils)
- Yahyâ Ibn 'Abbâd (arrière-arrière-petit-fils)
- Hishâm Ibn 'Urwah (arrière-arrière-petit-fils)
- Farwah Bint Al Qâsim (arrière-arrière-petite-fille)
- Ja'far As Sâdiq (fils de Farwah Bint Al Qâsim)
- Sidi Abdelkader Ben Mohamed
- Sidi Hamza Ben Aboubakeur Esseghir
- Si Sliman Ben Hamza
- Hamza Boubakeur

## Sources
- Al-Suyuti, L'Histoire des Quatre Califes Bien-Guidés, éditions Universel (2007)
- Ibn al-Jawzi, Les 4 Califes, éditions Dar Al Muslim